# Douglas R. Dewey
Douglas R. Dewey ( * 1929 - 1993) fue un botánico y notable agrostólogo estadounidense, con un reconocido liderazgo en cotogenética, el estudio de cromosomas y en sus anormalidades relacionadas con enfermedades. Obtuvo su Ph.D. en genética vegetal en la Universidad de Minnesota, en 1956.
Dewey sirvió como investigador líder de la "Unidad ARS de Forrajes" de Logan, Utah, hasta su retiro.

## Algunas publicaciones
- Claus Baden, Ib Linde-Laursen, Douglas r. Dewey. 1990. A new Chinese species of Psathyrostachys (Poaceae) with notes on its karyotype. Nordic Journal of Botany 9 ( 5 ) : 449 - 460

## Honores
- 1988: pertenece al "Hall de la Ciencia" USDA.
- 2008: obtuvo el Galardón "FRRL Research Achievement"[3]

- La abreviatura «D.R.Dewey» se emplea para indicar a Douglas R. Dewey como autoridad en la descripción y clasificación científica de los vegetales.[4]